# 里布尼察 (里布尼察市鎮)
里布尼察（發音：[ˈɾiːbnitsa] ⓘ），是斯洛維尼亞南部里布尼察市鎮的城鎮及行政中心。它是下卡尼奧拉傳統地區的一部分，現在被納入東南斯洛維尼亞統計區。

## 教堂
該镇的堂區教堂是獻給聖斯蒂芬，屬於天主教盧布爾雅那總教區。它建於1865年至1868年間，有一座雙鐘樓，根據建築師尤利·普雷契尼克的想法在1957年之後才完工。

## 名人
- 弗蘭策·普列舍仁（1800–1849年），詩人（在此地上學）

## 外部連結
- Ribnica on Geopedia （页面存档备份，存于）